# Ron Harper Jr.
Ronald «Ron» Harper Jr.  (Paterson, Nueva Jersey, 12 de abril de 2000) es un baloncestista estadounidense que pertenece a la plantilla de los Boston Celtics de la NBA. Con 1,93 metros de estatura, juega en la posición de alero. 
Es hijo del exjugador Ron Harper, que jugó quince temporadas en la NBA, ganando cinco anillos de campeón, y hermano del también baloncestista Dylan Harper.

## Trayectoria deportiva

### Universidad
Jugó cuatro temporadas con los Scarlet Knights de la Universidad Rutgers, en las que promedió 12,6 puntos, 5,1 rebotes y 1,4 asistencias por partido. En su temporada júnior fue incluido en el tercer mejor quinteto de la Big Ten Conference, mientras que al año siguiente lo sería en el segundo. Esa última temporada sería también galardonado con el Premio Haggerty al mejor jugador del área metropolitana de Nueva York.

#### Estadísticas
| Año     | Equipo  | PJ  | PT  | MPP  | %TC  | %3P  | %TL  | RPP | APP | ROB | TPP | PPP  |
| ------- | ------- | --- | --- | ---- | ---- | ---- | ---- | --- | --- | --- | --- | ---- |
| 2018–19 | Rutgers | 31  | 19  | 22.3 | .413 | .278 | .679 | 3.1 | 1.1 | .6  | .5  | 7.8  |
| 2019–20 | Rutgers | 31  | 31  | 28.1 | .452 | .349 | .708 | 5.8 | 1.0 | .8  | .8  | 12.1 |
| 2020–21 | Rutgers | 27  | 27  | 32.0 | .441 | .310 | .736 | 5.9 | 1.6 | .7  | .6  | 14.9 |
| 2021–22 | Rutgers | 32  | 32  | 34.3 | .442 | .398 | .795 | 5.9 | 1.9 | 1.0 | .6  | 15.8 |
| Total   | Total   | 121 | 109 | 29.1 | .439 | .340 | .741 | 5.1 | 1.4 | .8  | .6  | 12.6 |

### Profesional
Tras no ser elegido en el Draft de la NBA de 2022, el 14 de julio firmó un contrato dual con los Toronto Raptors y su filial en la G League, los Raptors 905. Debutó el 31 de octubre, en un partido ante los Atlanta Hawks. Disputó 9 encuentros con el primer equipo ese año.
De cara a la temporada 2023-24, el 22 de julio de 2023, renovó su contrato dual con los the Raptors, pero fue cortado el 8 de diciembre, tras solo un encuentro.
Tras disputar la NBA Summer League, firmó contrato con Boston Celtics el 14 de julio de 2024, pero fue cortado el 18 de octubre antes del inicio de la temporada. El 28 de octubre se unió a su filial en la G League, los Maine Celtics.
El 6 de enero de 2025 firmó un contrato dual con los Detroit Pistons. Disputó un único encuentro con el primer equipo.
A finales de julio de 2025 es cortado por los Pistons quedando como agente libre. A meadiados de agosto firma con Boston Celtics.

## Estadísticas de su carrera en la NBA

### Temporada regular
| Año     | Equipo  | PJ | PT | MPP  | %TC  | %3P  | %TL   | RPP | APP | ROB | TPP | PPP |
| ------- | ------- | -- | -- | ---- | ---- | ---- | ----- | --- | --- | --- | --- | --- |
| 2022-23 | Toronto | 9  | 0  | 5.3  | .500 | .333 | 1.000 | .8  | .4  | .0  | .1  | 2.2 |
| 2023-24 | Toronto | 1  | 0  | 3.7  | –    | –    | –     | .0  | 1.0 | .0  | .0  | .0  |
| 2024-25 | Detroit | 1  | 0  | 17.0 | .125 | .000 | 1.000 | 7.0 | 2.0 | .0  | .0  | 4.0 |
| Total   | Total   | 11 | 0  | 6.3  | .375 | .200 | 1.000 | 1.3 | .6  | .0  | .1  | 2.2 |